# Atriplex nummularia

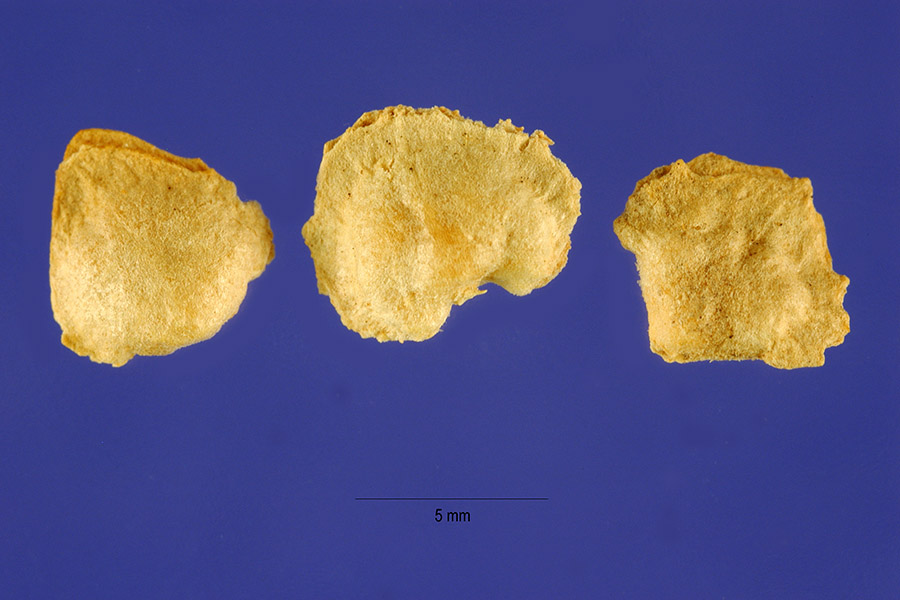
Llavors dA. nummularia

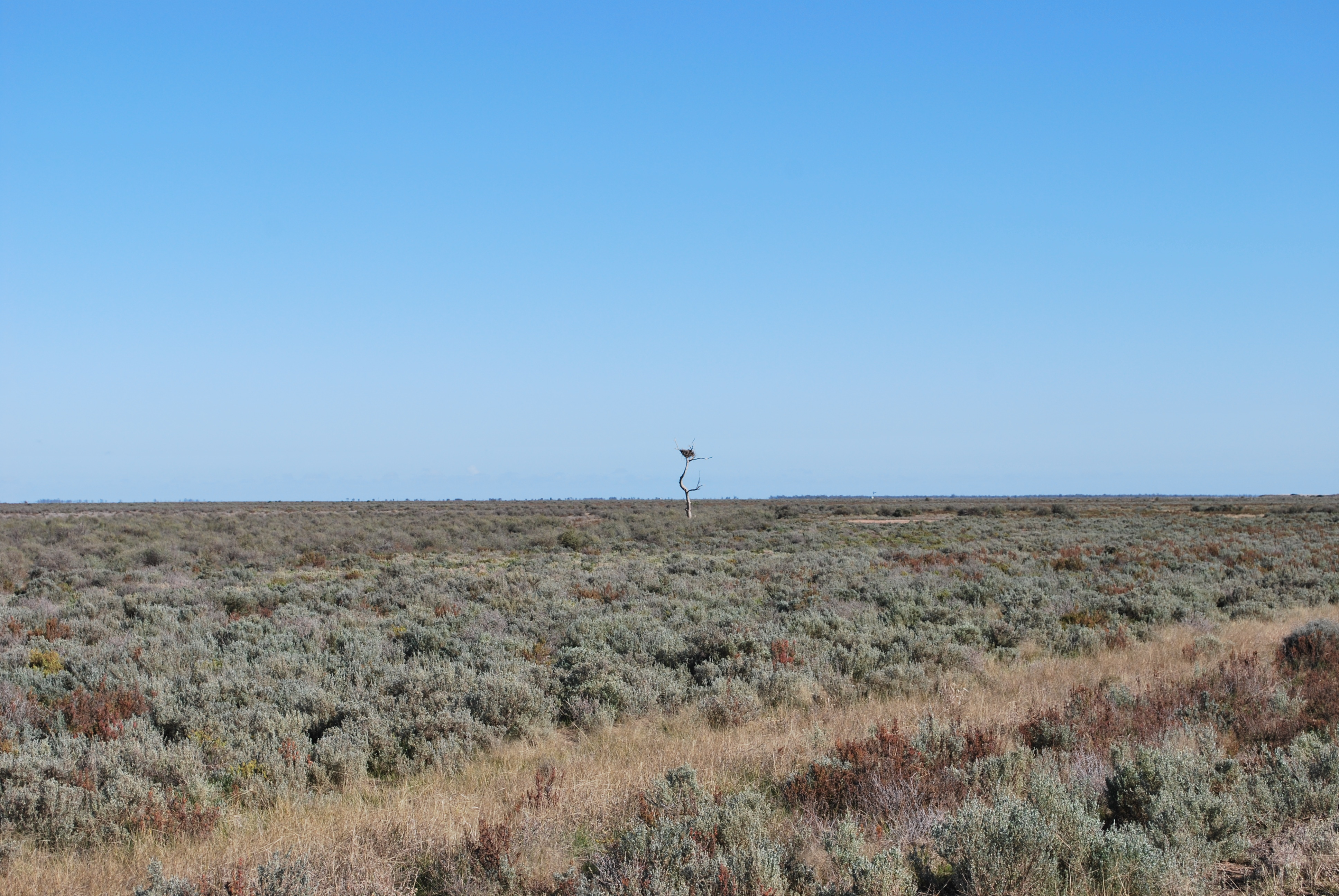
Al seu hàbitat

Atriplex nummularia és una espècie de planta de la família de les Amarantàcies dins de la subfamília de les Chenopodiaceae. És endèmica d'Austràlia i naturalitzada a Califòrnia. És un arbust que es troba sobre sòls argilosos de planes fluvials i llims sorrencs. És una espècie que pot ser usada com a farratge.

## Descripció

### Port
És un arbust de mida mitjana-alta de color grisenc que pot arribar fins als 3 metres d'alçada i d'amplada. Presenta branques trencadisses i normalment és una planta dioica.

### Fulles
En general, són obades a circulars, d'uns 10 a 30 mm de llargada, escamoses i amb els marges sencers o superficialment lobulades i dentades, a vegades ondulades.

### Flors
S'agrupen en panícules de 20 cm de llarg. Els fruits arriben fins a 15 mm de llarg i ample, sèssils, en forma de ventall però molt variable segons les subespècies, i són produïts de manera molt prolífica.

## Distribució
Atriplex nummularia és dels arbusts més alts que creixen a nivell del mar i a prop de les costes d'Austràlia. Apareix com una planta aïllada en boscos d'Eucalyptus, des de l'Est del riu Darling a Wilcannia, NSW i en matollars baixos de sòls calcàris pedregosos des de Kalgoorlie a l'est d'Eucla en la Gran Badia Australiana.

## Taxonomia
Atriplex nummularia va ser descrita per Lindley, John i publicada a Journal of an Expedition into the Interior of Tropical Australia 64. 1848. (J. Exped. Trop. Australia)

### Etimologia
- Atriplex: nom genèric d'origen greg típic d'aquest gènere de matollar costaner. La derivació és desconeguda.
- nummularia: epítet llatí referent a la forma de les fulles semblant a les monedes de plata romanes (nummus).